# Ha-Solelim
Ha-Solelim (hebr. הסוללים; ang. HaSolelim; pol. Droga Budowniczych) – kibuc położony w Samorządzie Regionu Emek Jizre’el, w Dystrykcie Północnym, w Izraelu. Członek Ruchu Kibuców (Ha-Tenu’a ha-Kibbucit).

## Położenie
Kibuc Ha-Solelim jest położony na wysokości około 180 metrów n.p.m. na wzgórzach masywu górskiego Hare Nacerat, w Dolnej Galilei, na północy Izraela. Okoliczne wzgórza są porośnięte dużym kompleksem leśnym Jaar Cippori. Na północny zachód od osady przepływa strumień Jiftachel, który wypływa z położonej na północnym wschodzie Doliny Bejt Netofa. Na południowym wschodzie i południu znajduje się wadi strumienia Cippori. W otoczeniu Ha-Solelim znajdują się miasteczka Bir al-Maksur i Zarzir, kibuc Channaton, moszawy Allon ha-Galil, Cippori i Bet Lechem ha-Gelilit, oraz wioska komunalna Szimszit.
Ha-Solelim jest położony w Samorządzie Regionu Emek Jizre’el, w Poddystrykcie Jezreel, w Dystrykcie Północnym Izraela.

## Historia
Grupa założycielska zawiązała się w 1943 roku, i składała się z członków żydowskiej młodzieżowej organizacji syjonistycznej Makabi ha-Cair, którzy wyemigrowali ze Stanów Zjednoczonych. Przez kilka lat mieszkali i pracowali w prowizorycznym obozie założonym niedaleko miasta Ra’ananna. Po I wojnie izraelsko-arabskiej przenieśli się do Galilei, gdzie w lipcu 1949 roku założyli kibuc ha-Solelim. Założono go na strategicznie ważnym wzgórzu oddzielającym Dolinę Bejt Netofa od Doliny Jezreel. Ochronę kibucu zapewniali żołnierze kompanii szturmowych Palmach. Pomimo licznych prób absorpcji nowych imigrantów, kibuc przez kolejne lata znajdował się w stanie stagnacji. W latach 90. XX wieku kibuc przeszedł przez proces prywatyzacji, zachowując kolektywną organizację instytucji kultury, edukacji i ochrony zdrowia. Następnie w 1998 roku południowej części osady rozpoczęto budowę nowego osiedla mieszkaniowego Nof Alonim (hebr. נוף אלונים), które ukończono w 2003 roku (liczy 115 domów).

### Nazwa
Nazwa kibucu oznacza na język polski Droga Budowniczych, i symbolizuje wolę założycieli, aby utorować drogę do zakładania nowych żydowskich osiedli rolniczych w Ziemi Izraela.

## Demografia
Większość mieszkańców kibucu jest Żydami, jednak nie wszyscy identyfikują się z judaizmem. Tutejsza populacja jest świecka:

## Gospodarka i infrastruktura
Gospodarka kibucu opiera się na rolnictwie, sadownictwie oraz hodowli drobiu. Część mieszkańców pracuje poza kibucem, znajdując zatrudnienie w pobliskich strefach przemysłowych. W kibucu jest przychodnia zdrowia, sklep wielobranżowy, pralnia, stacja benzynowa i warsztat mechaniczny.

## Transport
Z kibucu wyjeżdża się na wschód na drogę ekspresową nr 79, którą jadąc na południowy wschód dojeżdża się do Nazaretu, lub jadąc na północny zachód dojeżdża się do węzła drogowego z drogą ekspresową nr 77. Lokalna droga prowadzi na południe do wioski Szimszit.

## Edukacja i sport
Kibuc utrzymuje przedszkole. Starsze dzieci są dowożone do szkół w pobliskich osadach. W kibucu znajduje się ośrodek kultury z biblioteką, basen kąpielowy, sala sportowa oraz boisko.

## Turystyka
Okoliczne wzgórza są terenem popularnych pieszych wędrówek po lesie dębowym, który jest chroniony przez Rezerwat przyrody Ha-Solelim. Przechodzi on w kierunku południowym w Rezerwat przyrody Ja’ar Cippori. Natomiast w małym lesie położonym na północny zachód od kibucu urządzono park z alejkami spacerowymi, ścieżką rowerową i ławkami. Można tutaj odpoczywać w cieniu rozłożystych drzew. Całość prac sfinansował Żydowski Fundusz Narodowy. Na leśnych polanach w okresie wiosny kwitną liczne kwiaty. Na zachód od kibucu w lesie znajduje się jaskinia (15x12 metrów), w której odnaleziono starożytne groby pasterzy. Miejsce to uporządkowano i dostosowano do potrzeb turystyki. Po stronie południowej kibucu są zachowane pozostałości starożytnych tłoczni oliwy z oliwek.